# NGC 4045A
NGC 4045A este o galaxie situată în constelația Fecioara. A fost descoperită în  de către William Herschel.